# 白井亨 (政治家)
白井 亨（しらい とおる、1975年7月29日 - ）は、日本の政治家。小金井市長（1期）、元小金井市議会議員（3期）。

## 来歴
大阪府枚方市出身。大阪府立牧野高等学校、関西大学社会学部卒業。
2013年3月24日投開票の小金井市議会議員選挙に立候補し初当選。
2015年12月13日に行われた小金井市長選挙に立候補。元都議の西岡真一郎、自由民主党・公明党推薦の五十嵐京子、政治学者の岩渕美智子らを相手に戦うも、得票数3位で落選。
※当日有権者数：94,952人 最終投票率：41.42%（前回比：-1.86pts）
| 候補者名   | 年齢 | 所属党派 | 新旧別 | 得票数   | 得票率 | 推薦・支持                 |
| ---------- | ---- | -------- | ------ | -------- | ------ | -------------------------- |
| 西岡真一郎 | 46   | 無所属   | 新     | 12,849票 | 33.18% |                            |
| 五十嵐京子 | 65   | 無所属   | 新     | 10,048票 | 25.94% | （推薦）自由民主党・公明党 |
| 白井亨     | 40   | 無所属   | 新     | 10,045票 | 25.94% |                            |
| 岩渕美智子 | 60   | 無所属   | 新     | 5,786票  | 14.94% |                            |

2017年3月26日投開票の市議会議員選挙で得票数1位で再選。2021年3月21日投開票の市議会議員選挙で得票数2位で3選。
2022年10月14日、小金井市長の西岡真一郎が、自身が行った専決処分が市議会で不承認となったことを理由として辞職。西岡の辞職に伴って11月27日に行われた小金井市長選挙に立候補し初当選した。
※当日有権者数：102,093人 最終投票率：35.59%（前回比：-5.3pts）
| 候補者名   | 年齢 | 所属党派 | 新旧別 | 得票数   | 得票率 | 推薦・支持         |
| ---------- | ---- | -------- | ------ | -------- | ------ | ------------------ |
| 白井亨     | 47   | 無所属   | 新     | 27,251票 | 79.56% |                    |
| 小泉民未嗣 | 44   | 無所属   | 新     | 7,001票  | 20.44% | （推薦）日本共産党 |